# Trojićke (rejon pawłohradzki)
Trojićke (ukr. Троїцьке) – wieś na Ukrainie, w obwodzie dniepropetrowskim, w rejonie pawłohradzkim, siedziba hromady. W 2021 liczyła 1082 mieszkańców.